# Nigel Planer
Nigel George Planer, né le 22 février 1953  à Londres, est un acteur, romancier et dramaturge anglais.

## Filmographie
- 1997 : Diana & Me de David Parker
- 2000  à 2006 : Ciné-Trouille (série) : Narration.
- 2022 : Lockwood and Co (série) :Sir John Fairfax